# Cadlina japonica
Cadlina japonica is een slakkensoort uit de familie van de Cadlinidae. De wetenschappelijke naam van de soort werd voor het eerst geldig gepubliceerd in 1937 door Baba.